# Marianne Sivertsen Næss
Marianne Sivertsen Næss (nascida a 28 de março de 1974) é uma política norueguesa.
Ela foi eleita representante no Storting pelo círculo eleitoral de Finnmark para o período 2021-2025, pelo Partido Trabalhista.